# Eteokles

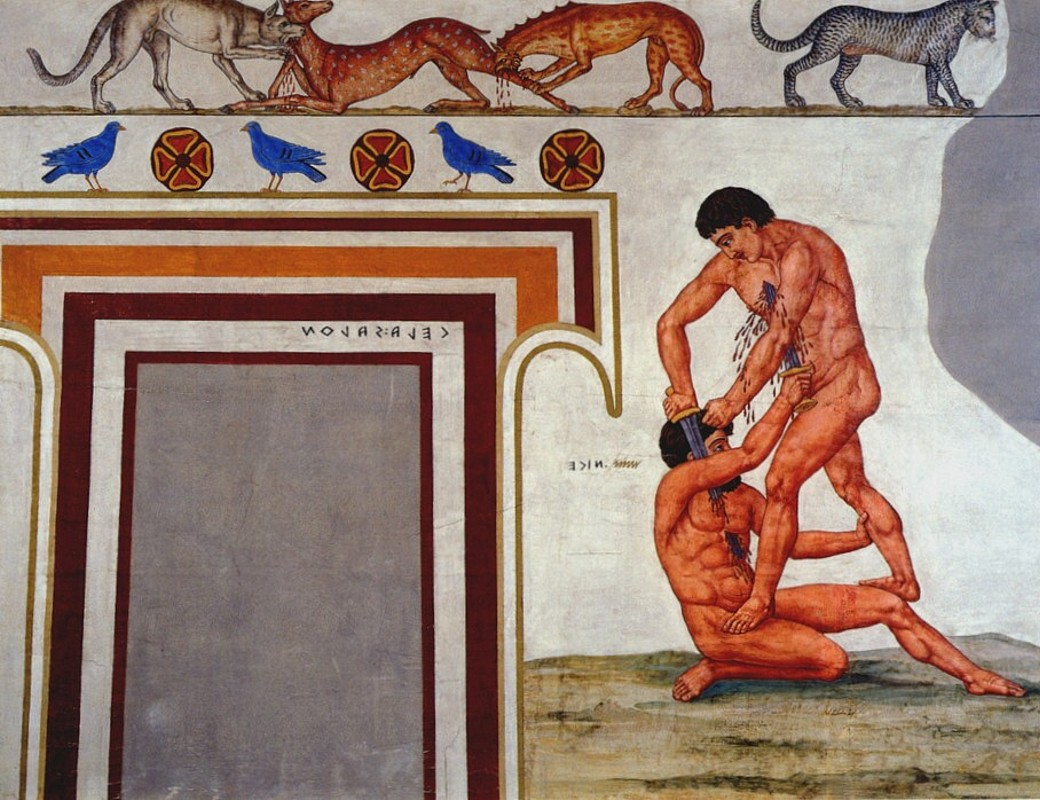
Väggmålning i Tomba François, kopia av Carlo Ruspi.

Eteokles var i grekisk mytologi son till  kung Oidipus och Iokaste i Thebe samt äldre broder till Polyneikes med vilken han råkade i tvist om makten efter fadern. Bröderna hade kommit överens att regera växelvis var sitt år. Vid det första årets slut vägrade dock Eteokles att avstå makten åt sin bror vilket gav upphov till "de sju hjältarnas" fälttåg mot Thebe. I striderna som följde dödades både han och Polyneikes i tvekamp med varandra.